# 环城街道 (舒兰市)
环城街道，是中华人民共和国吉林省吉林市舒兰市下辖的一个乡镇级行政单位。

## 行政区划
环城街道下辖以下地区：
铁华社区、永昌村、福泉村、裕国村、国兴村、镇郊村、重礼村、永安村、正义村、富家村、春田村、双龙村、四方村、景仁村、群岭村、先锋村、兴山村、平安营村和同兴村。